# البيت الزجاجي (فلم)
البيت الزجاجي (بالإنجليزية: The Glass House) هو فيلم إثارة أمريكي من أفلام الغموض النفسية لعام 2001 من إخراج دانييل ساكهايم وكتابة ويزلي ستريك. وبطولة ليلي سوبيسكي ودايان لين وستيلان سكارسجارد وبروس ديرن وكاثي بايكر وتريفور مورغان وكريس نوث.

## روابط خارجية
- مقالات تستعمل روابط فنية بلا صلة مع ويكي بيانات